# Campania lui Ștefan Báthory în Livonia
Campania lui Ștefan Báthory în Livonia (denumită Războiul Ruso-Polon de unii istorici polonezi) a avut loc în etapa finală a Războiului Livonian, între 1577 și 1582. Forțele polono-lituaniene conduse de Ștefan Báthory, rege al Poloniei și Mare Duce al Lituaniei, au luptat cu succes împotriva armatei lui Ivan al IV-lea „cel Groaznic”, țarul Rusiei, pentru Ducatul Livoniei⁠(d) și Poloțk. Forțele ruse au fost expulzate din Livonia înainte de încheierea campaniei prin armistițiul de la Jam Zapolski.

## Context
În a doua jumătate a secolului al XVI-lea, mai multe puteri, printre care Polonia, Lituania și Rusia s-au angajat în lupta pentru controlul porturilor din sudul Mării Baltice (Dominium Maris Baltici). Războiul Ruso-Lituanian din 1558–1570, în care Polonia a ajutat Lituania (și în 1569 s-a unit cu aceasta⁠(d) formând Uniunea Polono-Lituaniană), s-a încheiat fără un rezultat clar, cu un armistițiu de trei ani. Moartea regelui polonez Sigismund al II-lea August a creat o scurtă perioadă în care țarul Ivan al IV-lea al Rusiei s-a gândit să participe la alegerile regale poloneze, dar în cele din urmă Uniunea l-a ales pe tronul său pe Ștefan Báthory, iar ostilitățile dintre Rusia și Uniune s-au reluat.

## 1575–1577
În 1575, Ivan a ordonat un alt atac asupra Poloniei și a reușit să cucerească părți din Livonia (în special, Salacgrīva⁠(d) și Pärnu). În 1577, forțele ruse au asediat Revalul (Tallinn) și o armată puternică se concentra lângă Pskov. În același timp, forțele poloneze erau ocupate pe partea de vest a Mării Baltice, ocupându-se de răscoala de la Danzig⁠(d). În iulie, principala armată moscovită de aproximativ 30.000 de ostași a înaintat de la Pskov, cucerind Viļaka⁠(d), Rēzekne, Daugavpils, Koknese, Gulbene⁠(d) și zonele învecinate. O contraofensivă poloneză — cunoscută sub numele de Prima Campanie a lui Báthory — a început în toamnă și a reușit să recupereze unele dintre teritorii.

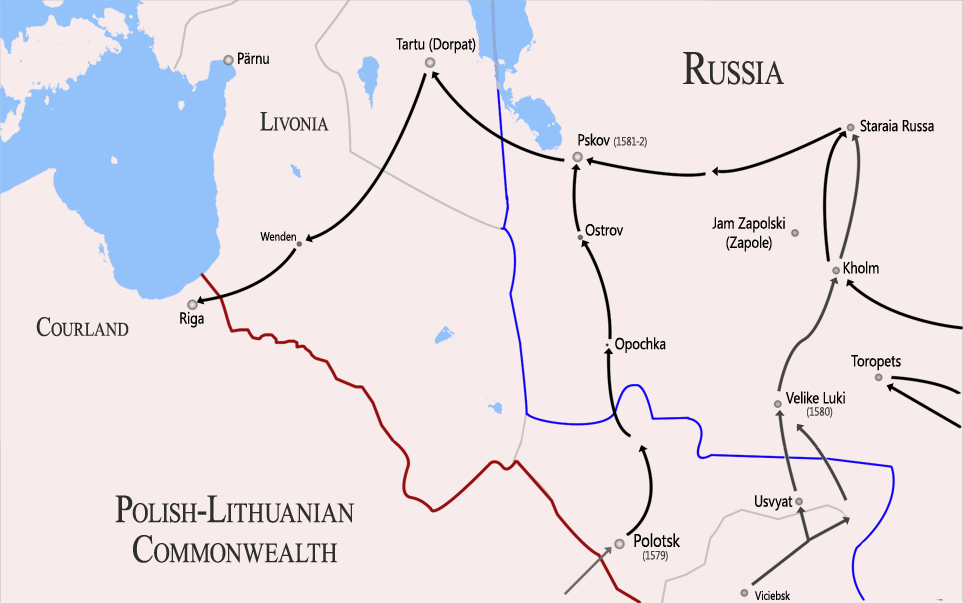
Campaniile lui Ștefan Báthory (1578-82)

## 1578
În acel an au avut loc negocierile și a fost semnat un armistițiu de trei ani, deși el a fost denunțat de regele Báthory care se pregătea pentru o contraofensivă mai mare. În același timp, forțele poloneze și suedeze au reușit să oprească înaintarea forțelor moscovite în bătăliile de la Wenden (1577–1578)⁠(d).

## 1579–1580

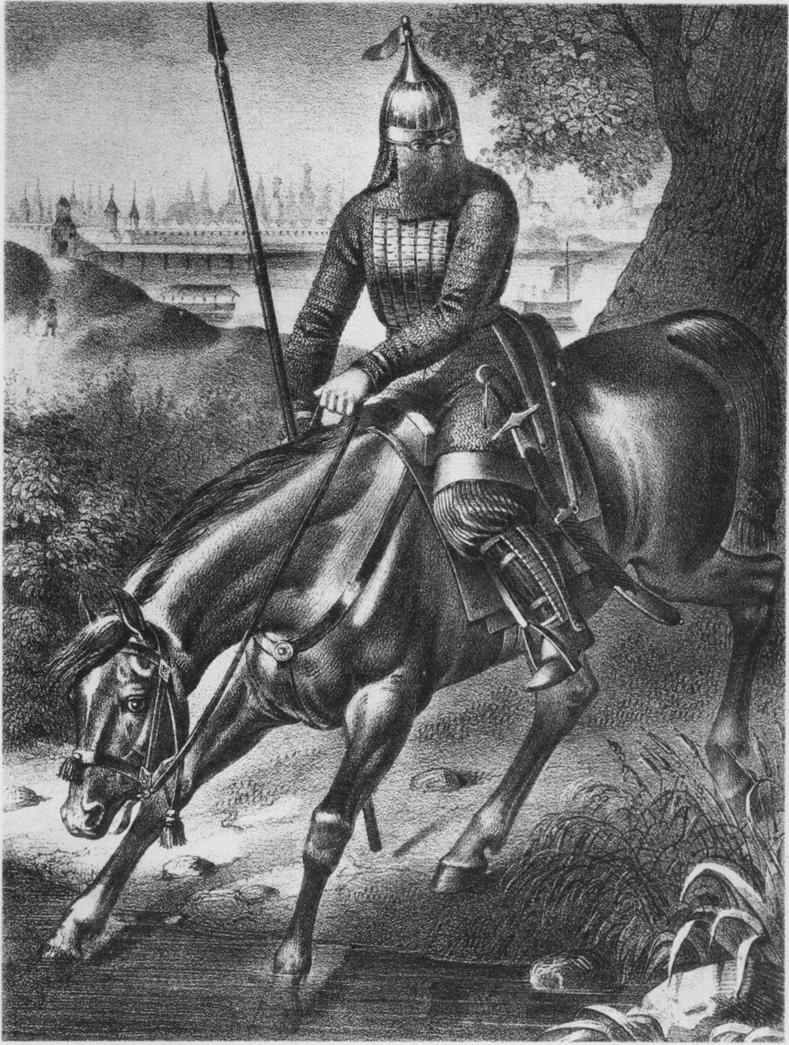
Călăreț rus

### Preludiul
Pentru campanie a fost strânsă o armată mare. În pregătirea campaniei, aproximativ 7.311 de mercenari călare și 6.519 pedestrași au fost angajați în Regatul Poloniei, în timp ce Marele Ducat al Lituaniei a angajat 1.445 de călăreți și 2.530 de pedestrași. Mercenarii au fost adunați în unități în funcție de etniile lor (maghiari, germani și polonezi). Mercenarii maghiari au rămas și după campanie, formând unitățile de haiduci⁠(d). Finanțată și din impozite impuse aristocraților, a fost adunată o forță de 41.914 soldați (22.975 din Lituania și 18.739 din Polonia). Majoritatea acestei forțe, 71%, erau călăreți, iar mercenarii reprezentau aproximativ 41% din armată. În armată erau și regimente țărănești⁠(d), pe lângă streliți ruși și cazaci ucraineni. Armata lui Báthory era formată din soldați polonezi, lituanieni, maghiari, români, boemi și germani, pe lângă brigada secuiască condusă de Moise Székely.

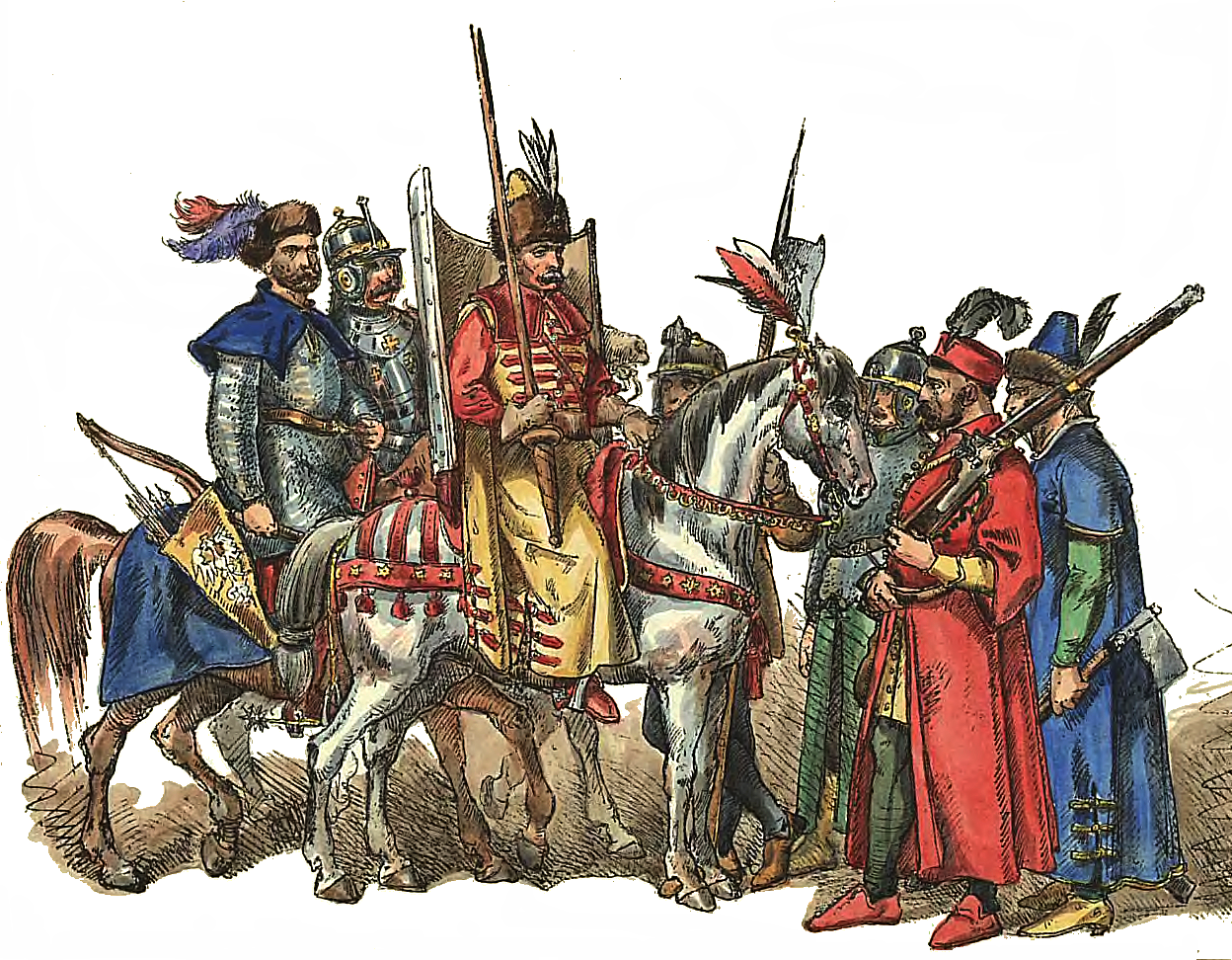
Militari polono-lituanieni

### Desfășurarea campaniei
Báthory era comandantul suprem al armatei principale (peste 40.000 de oameni), dar a numit și comandanți pentru a conduce diferite părți ale acesteia:
- Nobilimea lituaniană era condusă de Mikalojus Radvila Rudasis⁠(d) ,
- Mercenarii angajați de Lituania erau comandați de Kristupas Radvila Perkūnas⁠(d),
- Mercenarii germani erau sub comanda lui Krzysztof Rozdrażewski⁠(d) ,
- Mercenarii maghiari erau conduși de Gáspár Bekes,
- Garda Regală era condusă de Janusz Zbaraski⁠(d),
- Restul au fost puși sub comanda lui Mikolaj Mielecki⁠(d).[3]

Soldații lituanieni erau reticenți în a respecta orice ordine date de comandanții polonezi și și-au înființat propriile tabere militare separate de ale polonezilor, au luat decizii militare în mod autonom, pe lângă multe alte acțiuni, uneori în detrimentul efortului de război. Cu alte cuvinte, armata nu avea un sistem de comandă centralizat.
În timpul luptelor cunoscute sub numele de „a doua campanie a lui Báthory”, armata a înaintat spre Poloțk. Asediul⁠(d) a început pe 11 august, iar orașul a capitulat pe 29 al acelei luni. De asemenea, armata polono-lituaniană a capturat toate cele 8 cetăți ocupate de ruși din regiunea Poloțk-Rasony⁠(d) (Sokol, Nescerda, Sușa, Krasnae, Turovlia, Sitna, Kaziani, Usviatî⁠(d)). Forțele lituano-polone și-au reluat ofensiva în anul următor cu a treia campanie a lui Báthory, asediind⁠(d) Velikie Luki pe 29 august și cucerind orașul pe 5 septembrie. O bătălie de cavalerie a avut loc pe 20 septembrie⁠(d) lângă Toropeț și s-a încheiat cu o altă victorie pentru Uniune. Forțele comune au capturat și Velij⁠(d) și Nevel⁠(d).

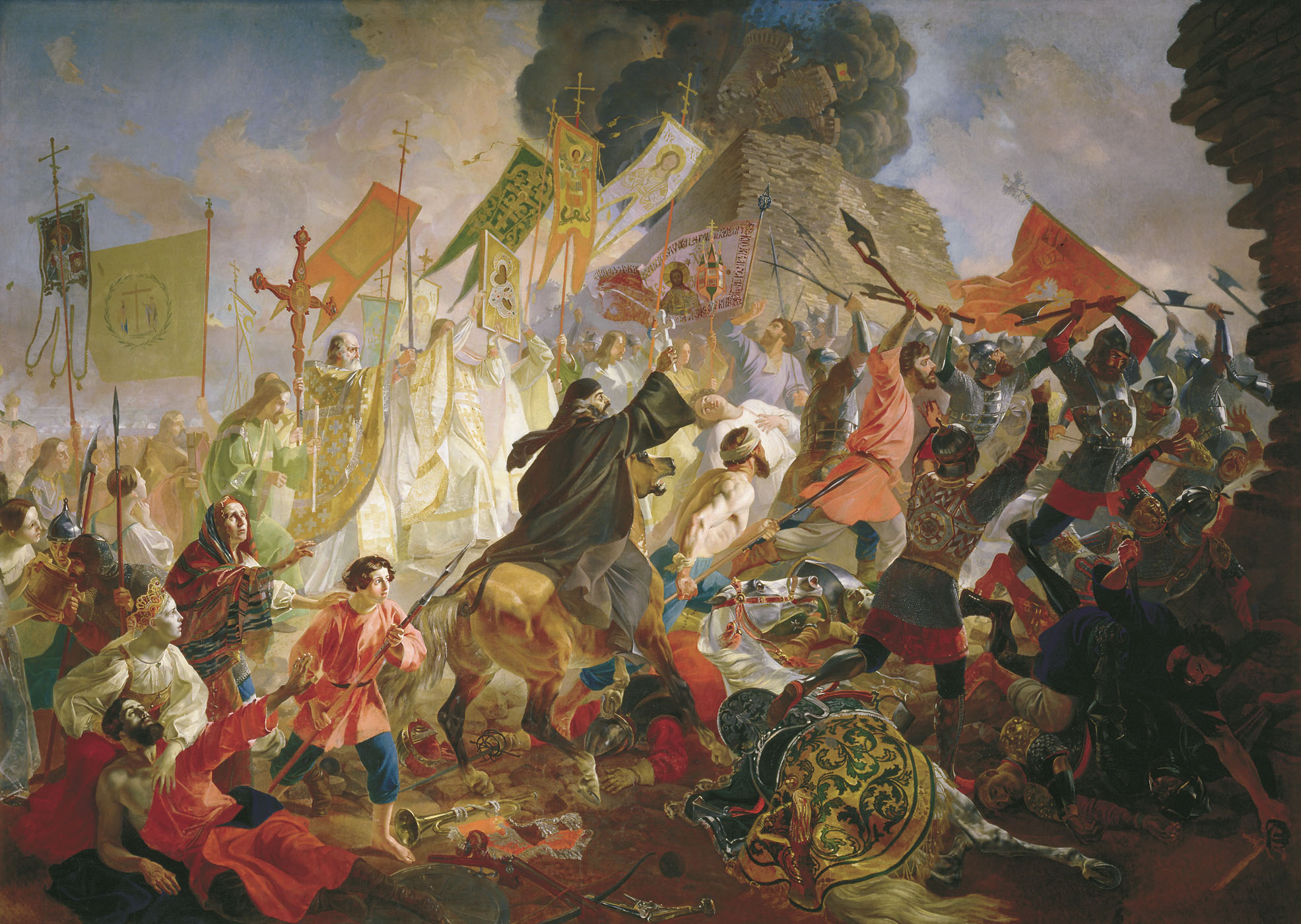
Asediul Pskovului, ultimul tablou (neterminat) al lui ; asediul din perspectiva rusă...

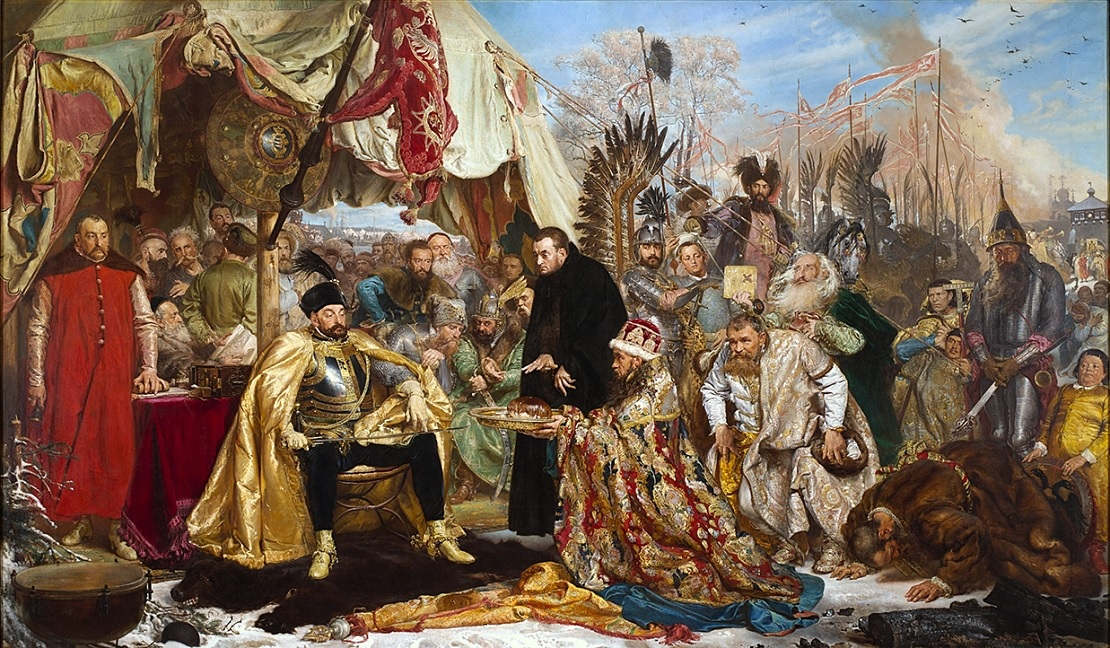
...și asediul din perspectiva poloneză, „Báthory la Pskov” de Jan Matejko.

## 1581–1582
Ultima fază a războiului s-a centrat în jurul asediului Pskovului de către forțele poloneze. Báthory nu a reușit să cucerească orașul, dar rușii, confruntați cu o amenințare tot mai mare din partea Suediei (care cucerise Narva în bătălia de la Narva din 1581⁠(d)), au decis să semneze un tratat de armistițiu favorabil Poloniei.

## Armistițiul de la Jam Zapolski
Armistițiul, semnat în 1582 pentru 10 ani, a fost favorabil Poloniei, care a recâștigat Ducatul Livoniei⁠(d), a păstrat Velij⁠(d) și Poloțk. Rusia a recăpătat Velikie Luki. În special, Rusia a eșuat în încercarea sa de a recâștiga accesul la Marea Baltică.
Următoarea etapă a războaielor ruso-polone a început la începutul anilor 1600, când polonezii au invadat Rusia în 1605.